# ペレ・ミジャ
ペレ・ミジャ・ペーニャ（Pere Milla Peña, 1992年9月27日 - ）は、スペイン・カタルーニャ州リェイダ県リェイダ出身のサッカー選手。RCDエスパニョール所属。ポジションはMF。

## クラブ経歴
カンテラ時代を地元のUEリェイダで過ごしていたミジャだったが、同チームが2011年に解散し、引き継ぐ形で新たに新設されたリェイダ・エスポルティウに加入。セグンダ・ディビシオンB (3部リーグ)でプロデビューを果たし、所属した3年間で91試合10ゴールを記録し、主力選手となった。
2014年6月、ヘタフェCFと契約。Bチームに送られ、3部リーグで35試合6ゴールを記録するも、トップチーム出場までには至らず、2015-16シーズンはUDログロニェスでプレーし、キャリアハイのシーズン18ゴールを決めた。
2016年6月20日、SDエイバルと契約し、8月2日にUCAMムルシアCFへのローン移籍が決定。更に2017-18シーズンはCDヌマンシアでプレー。2018-19シーズンより正式にエイバルの一員となり、ラ・リーガデビュー。
2019年6月15日、エルチェCFと契約。2019-20シーズンはセグンダ・ディビシオン (2部リーグ)で6位に入り、昇格プレーオフ出場権を獲得。準決勝でレアル・サラゴサを下し、決勝戦のジローナFC戦は第1戦を0-0で終え、敵地での第2戦は後半途中にクリスティアン・ストゥアーニに一発退場処分が下され、数的有利になるも攻めきれず、無得点のまま迎えた後半追加タイム6分の場面で起死回生の先制ゴールを決め、エルチェを2015-16シーズン以来のリーガ復帰に導いた。
2023年8月15日、RCDエスパニョールに4年契約で移籍した。